# Senador La Rocque
Senador La Rocque – miasto i gmina w Brazylii, w Regionie Północno-Wschodnim, w stanie Maranhão.  
Ma powierzchnię 1236,68 km². Według danych ze spisu ludności w 2010 roku gmina liczyła 17 998 mieszkańców, a gęstość zaludnienia wynosiła 14,55 osób/km². Dane szacunkowe z 2019 roku podają liczbę 14 293 mieszkańców. 
W 2017 roku produkt krajowy brutto per capita wyniósł 10 879,42 reali brazylijskich.
Gminę utworzono w 1997 roku, wcześniej tereny te administracyjnie były przynależne do gminy João Lisboa.